# Chalcosyrphus piger
Chalcosyrphus piger là một loài ruồi trong họ Ruồi giả ong (Syrphidae). Loài này được Fabricius mô tả khoa học đầu tiên năm 1794. Chalcosyrphus piger phân bố ở miền Tân bắc